# Unser Fritz/Crange

Straßenzug mit historischen Gebäuden in Herne-Crange

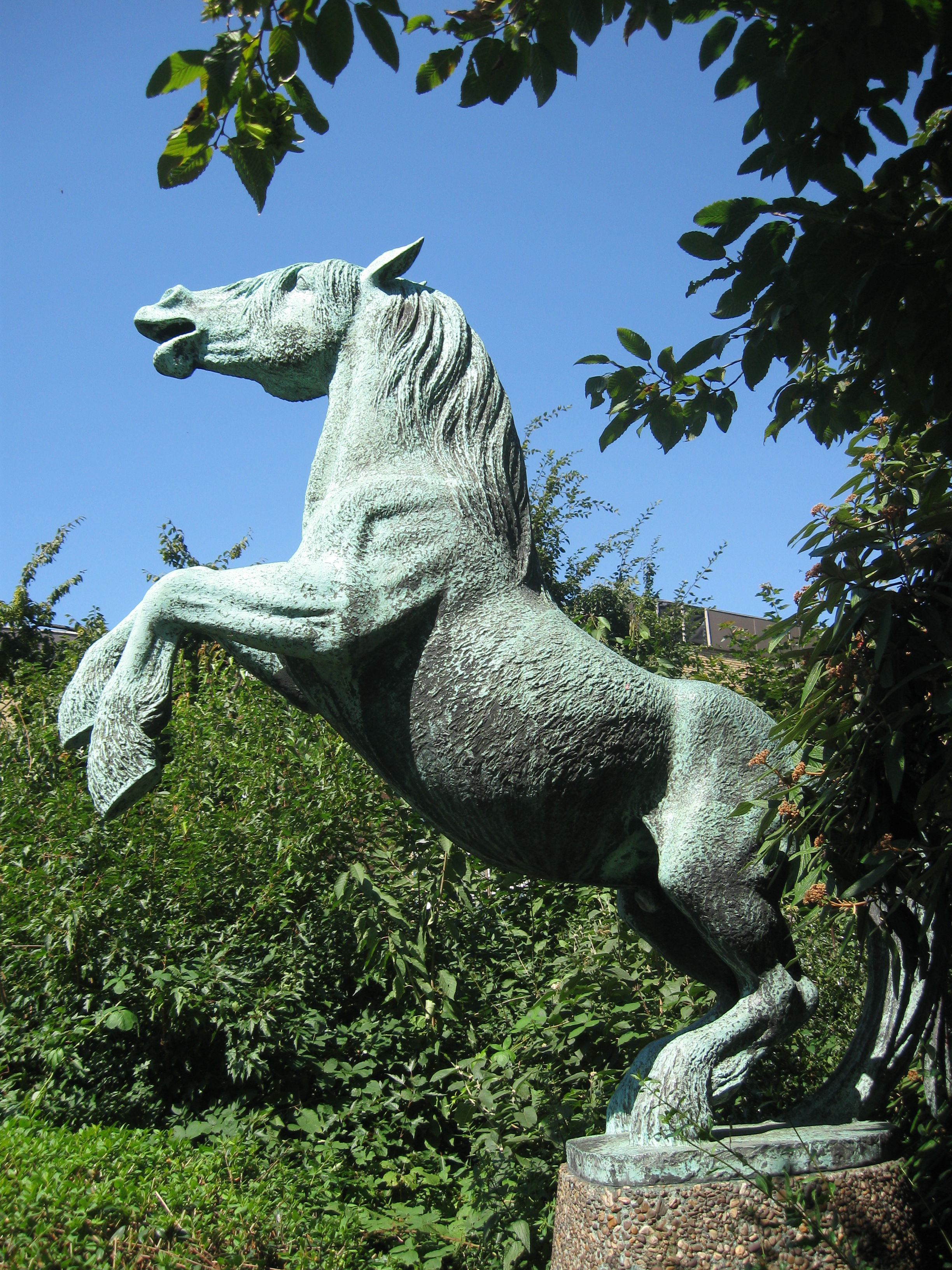
Wahrzeichen von Crange und Wappentier von Wanne-Eickel und Herne: das Emscherpferd

Unser Fritz/Crange ist ein Stadtteil im Stadtbezirk Wanne im Nordwesten der Stadt Herne in Nordrhein-Westfalen.

## Geschichte
Der Stadtteil ist mit Haus Crange verbunden. Die Cranger Kirche geht auf eine Kapelle aus dem Jahr 1449 zurück. Die Cranger Kirmes begründet sich historisch auf einen Pferdemarkt aus dem 15. Jahrhundert. 1484 wird Crange als Freiheit bezeichnet.
Namenspatron von  Unser Fritz ist Kaiser Friedrich III. mit dessen volkstümlichem Kosenamen.
Die Gemeinde Crange wurde am 28. Oktober 1906 nach Wanne eingemeindet. Am 1. April 1926 wurden Wanne und Eickel zur kreisfreien Stadt Wanne-Eickel vereinigt.  Am 1. Januar 1975 wurde Wanne-Eickel in die Stadt Herne eingemeindet. Besondere Bedeutung verlieh dem Stadtteil einst die Zeche Unser Fritz. Sie war von 1874 bis 1928 in Betrieb.
Erhard Goldbach gründete 1956 an der Heerstraße in Crange eine freie Tankstelle.

## Infrastruktur
Auf der stillgelegten Schachtanlage von Schacht 5 am Rhein-Herne-Kanal befindet sich nun der Kirmesplatz der Cranger Kirmes. Mit durchschnittlich vier Millionen Besuchern ist sie das Wahrzeichen des Stadtteils und das größte Volksfest in Nordrhein-Westfalen. Gemessen an Besuchern pro Tag übertrifft sie sogar das Münchener Oktoberfest (siehe Liste der größten Volksfeste in Deutschland). Sie fand im Jahr 2019 zum 584. Mal statt. 
In dem Stadtteil ist ferner das Kunsthaus Crange, ein Standort der Jugendkunstschule Wanne-Eickel zu finden. Das Haus bietet Tanz- und Theaterstudios, Mal- und Bildhaueratelier, Goldschmiede und Übungsräume. Hinzu kommt am ehemaligen Bergwerk die Künstlerzeche.
Der Betonpumpenhersteller Schwing beschäftigt um die 800 Mitarbeiter.
Der Bahnhaltepunkt an der Strecke von Wanne-Eickel Hbf nach Borken wurde im Sommer 1983 geschlossen.

## Statistik
Zum 31. Dezember 2019 lebten 6970 Einwohner im Ortsteil Unser Fritz/Crange, davon 4550 Einwohner im statistischen Bezirk Unser Fritz und 2420 Einwohner im statistischen Bezirk Crange.

### Unser Fritz
Struktur der Bevölkerung im statistischen Bezirk Unser Fritz im Jahr 2019:
- Bevölkerungsanteil der unter 18-Jährigen: 19,4 % (Herner Durchschnitt: 16,0 %)[6]
- Bevölkerungsanteil der mindestens 65-Jährigen: 16,8 % (Herner Durchschnitt: 21,8 %)[7]
- Ausländeranteil: 20,8 % (Herner Durchschnitt: 18,7 %)[8]
- Arbeitslosenquote: 8,0 % (Herner Durchschnitt: 7,9 %)[9]

### Crange
Struktur der Bevölkerung im statistischen Bezirk Crange im Jahr 2019:
- Bevölkerungsanteil der unter 18-Jährigen: 16,9 % (Herner Durchschnitt: 16,0 %)[6]
- Bevölkerungsanteil der mindestens 65-Jährigen: 19,3 % (Herner Durchschnitt: 21,8 %)[7]
- Ausländeranteil: 24,1 % (Herner Durchschnitt: 18,7 %)[8]
- Arbeitslosenquote: 9,1 % (Herner Durchschnitt: 7,9 %)[9]